# Profondeville
Profondeville [pʁɔfɔ̃dvil] (wallonisch Parfondveye) ist eine Gemeinde in der französischsprachigen Provinz Namur in Belgien.

## Geographie

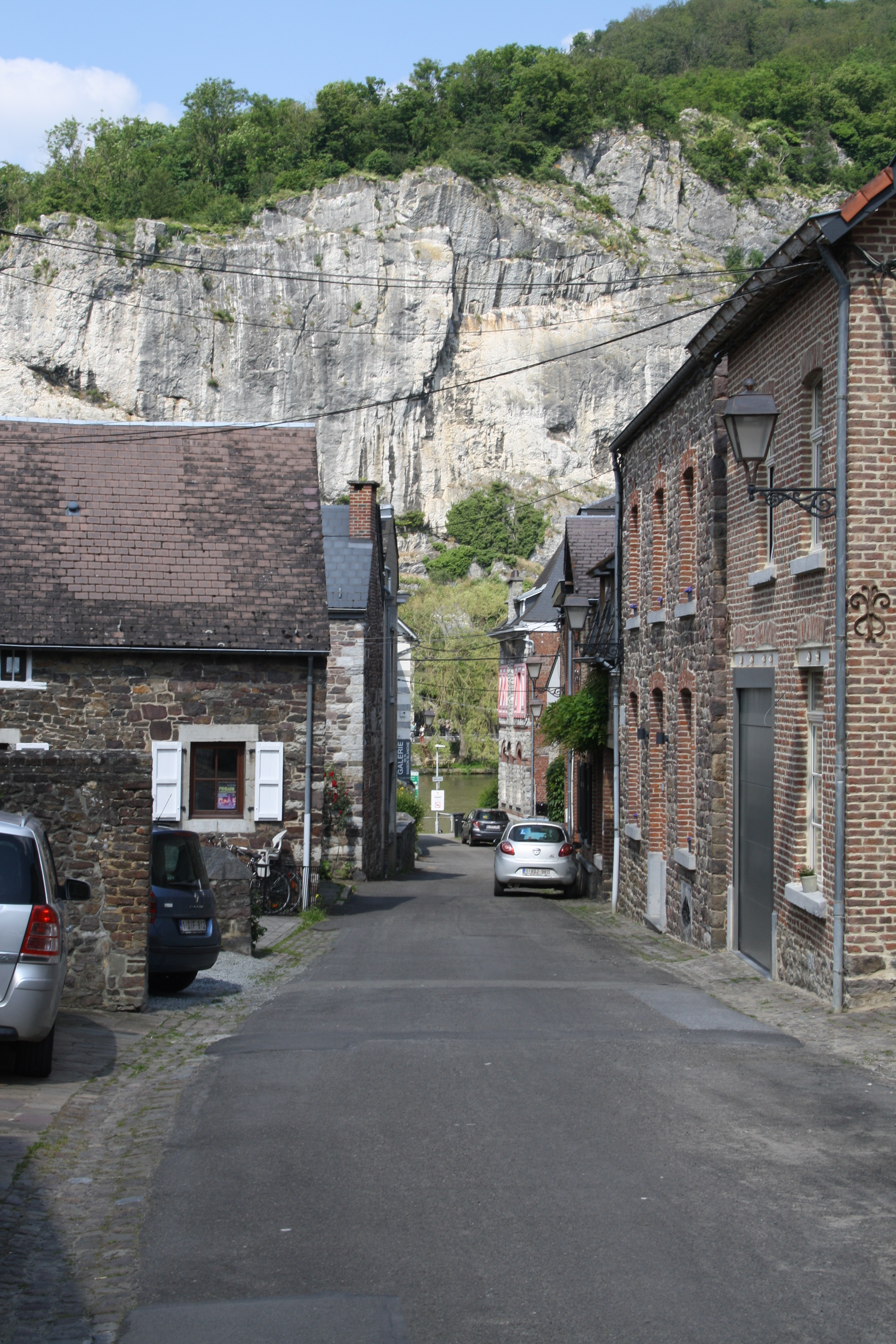
Rue Joseph Lonnoy in Profondeville

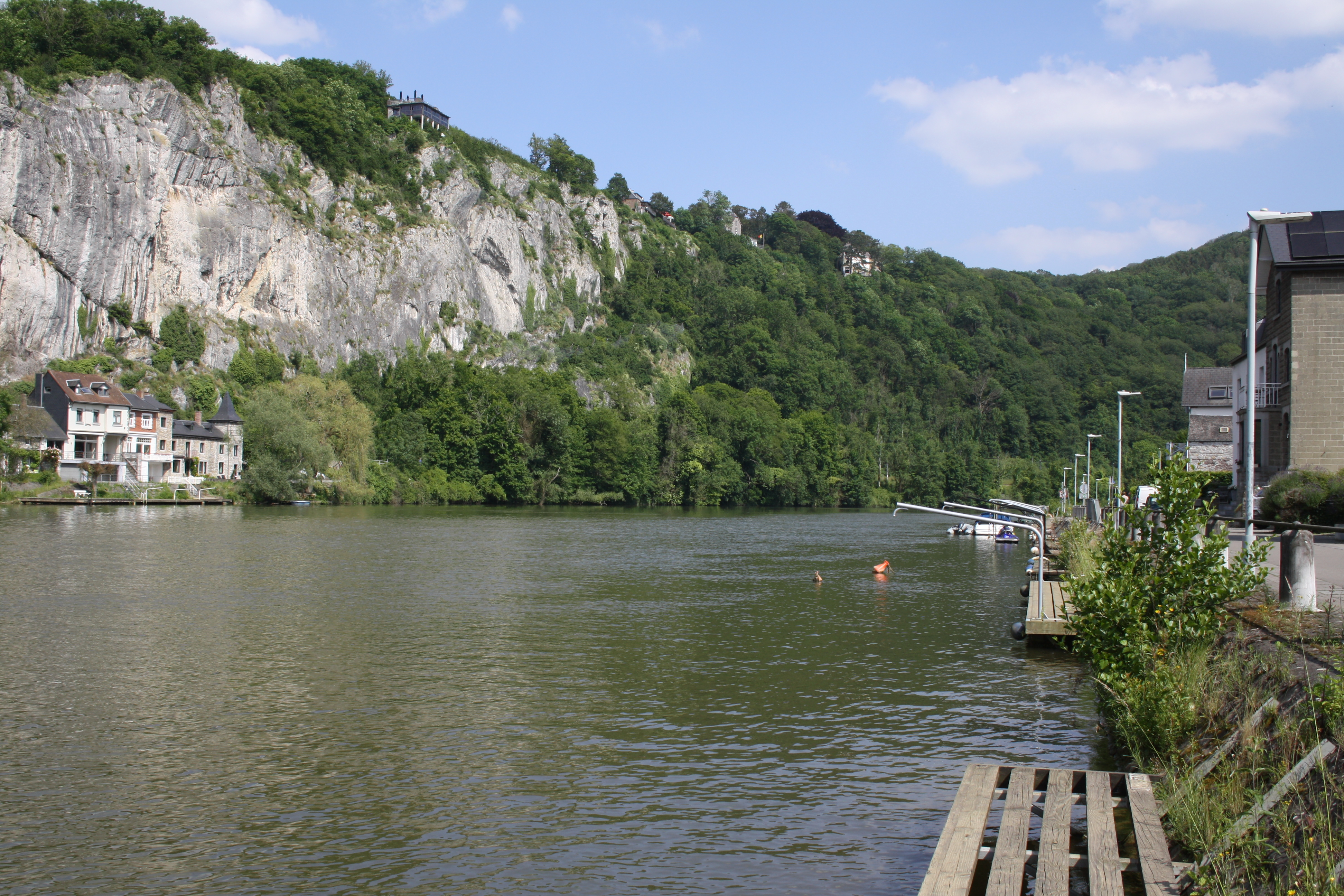
Die Maas in Profondeville

Profondeville liegt an einer Schleife der Maas zwischen Dinant (etwa 15 km südlich) und Namur (etwa 10 km nördlich). Die Gemeinde besteht seit 1977 aus den sechs Orten Arbre, Bois-de-Villers, Lesve, Lustin, Profondeville und Rivière.

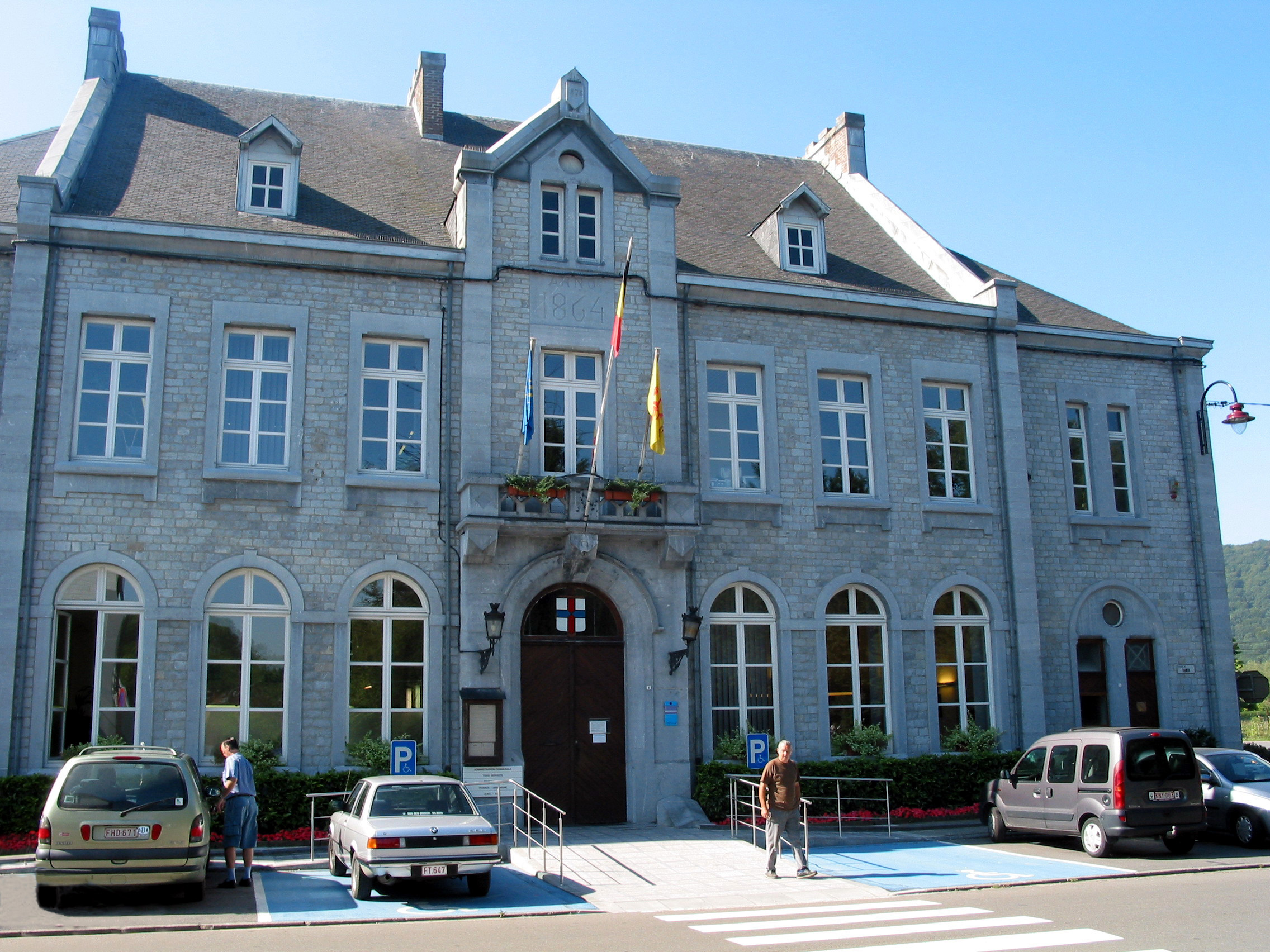
Rathaus
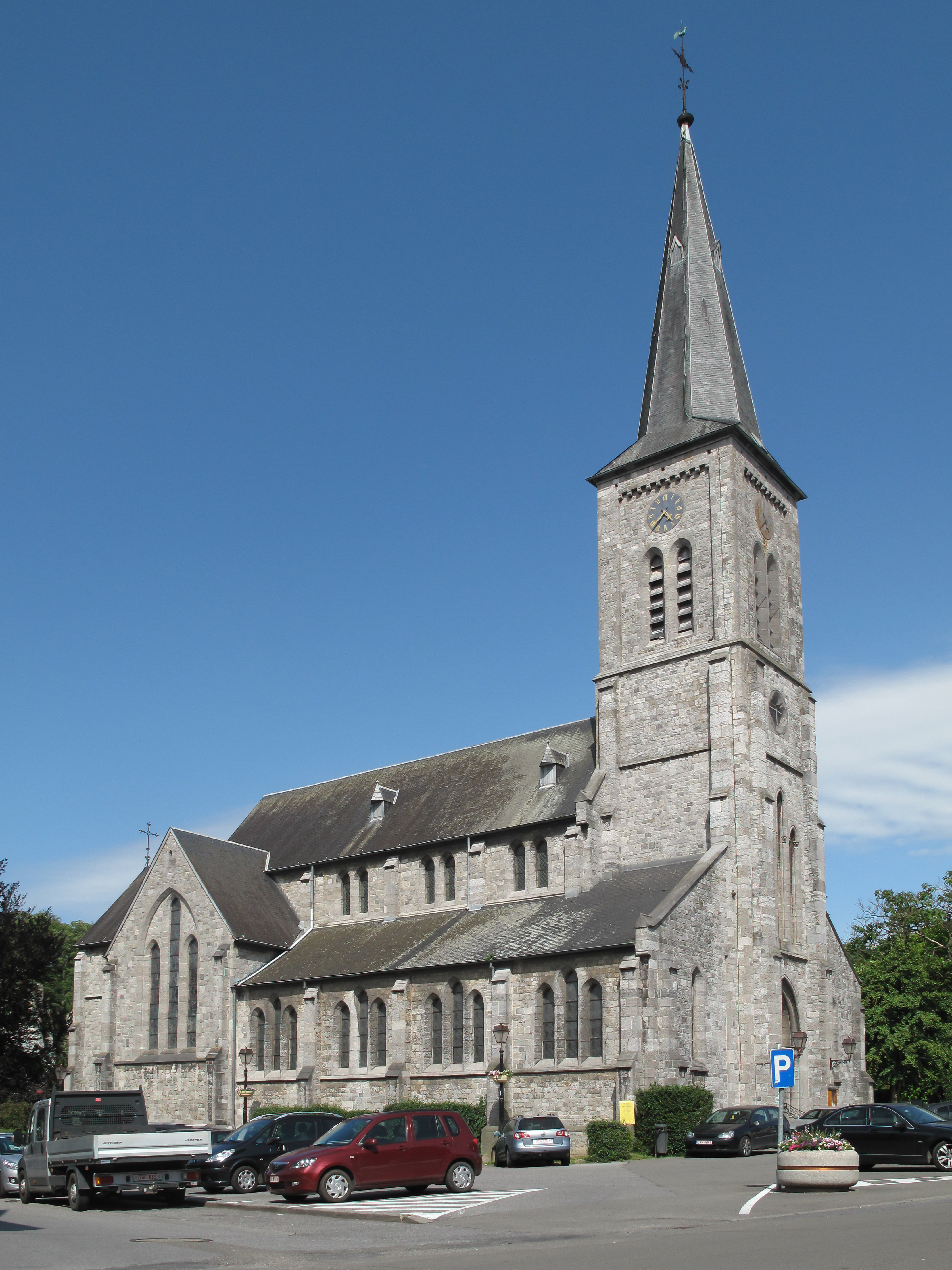
Kirche Saint-Remy
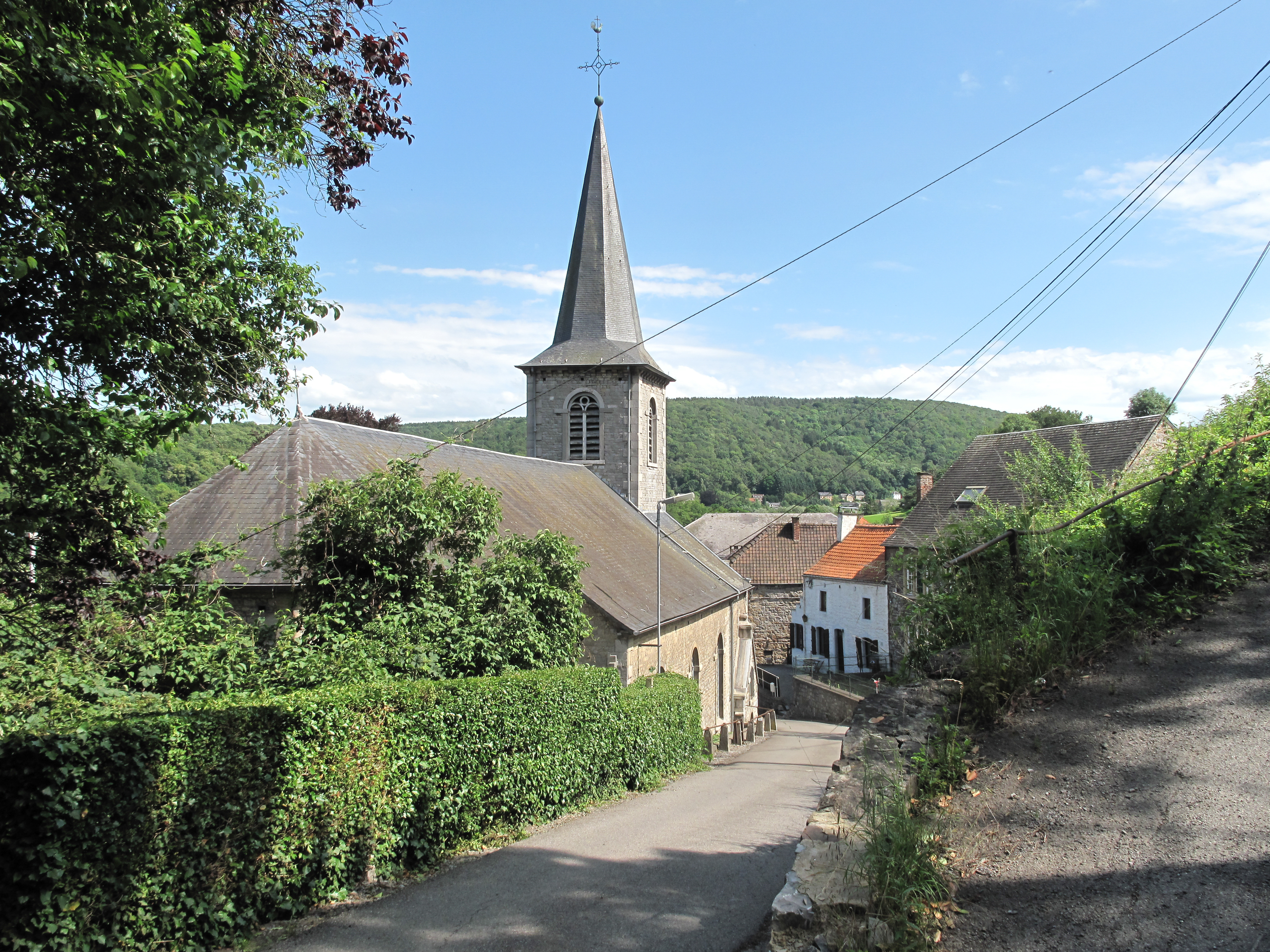
Rivière

## Verkehr
Profondeville liegt an der Bahnstrecke Athus-Meuse-Linie zwischen Namur und Dinant.

## Politik
Der Gemeinderat (Conseil Communal) von Profondeville hat 21 Mitglieder; aus ihm heraus wird das Collège mit dem Bürgermeister und fünf Schöffen (Echevins) gebildet.

## Städte- und Gemeindepartnerschaften
Partnerorte bzw. -gemeinden von Profondeville, Arbre, Lustin und Rivière sind:
- Chileni (Rumänien)
- Roquebrune-Cap-Martin (Département Alpes-Maritimes, Frankreich)
- Saint-Étienne-de-Lugdarès (Département Ardèche, Frankreich) – (von Arbre)
- Saint-Léger-sur-Dheune (Burgund, Frankreich) – (von Lustin)
- Loyat (Bretagne, Frankreich) – (von Rivière)